# Todd Field
William Todd Field (Pomona, 24 februari 1964) is een Amerikaans acteur, scenarioschrijver en regisseur. Voor In the Bedroom werd hij 2002 genomineerd voor zowel de Oscar voor beste film als voor die voor beste scenario. In 2007 ontving hij een derde Oscarnominatie voor het scenario van Little Children. Field kreeg voor zijn schrijf- en regievaardigheden meer dan tien andere filmprijzen daadwerkelijk toegekend, waaronder National Board of Review Awards, een Independent Spirit Award, een Golden Satellite Award en de juryprijs op het Sundance Film Festival.

## Loopbaan
Field maakte in 1987 zijn filmdebuut in Woody Allens muzikale komedie Radio Days. Zijn acteerwerk werd sindsdien zodanig gewaardeerd dat hij meer dan twintig andere filmrollen kreeg, maar nooit voor een acteerprijs werd genomineerd. In 1992 toonde Field zich ook scenarioschrijver en regisseur, twee ambachten waarin hij dat jaar debuteerde met de korte film Too Romantic. Dit beviel dermate goed dat hij doorging van het maken van dit formaat films, zodat in 1995 Nonnie & Alex van zijn hand verscheen. Deze titel kwam in het vizier van diverse filmcritici en Field won vervolgens prijzen van onder meer het American Film Institute en het Sundance Film Festival. Na een paar korte films kreeg hij zodoende al meer waardering voor schrijven en regie dan voor al zijn acteerwerk.
Na alle waardering voor Nonnie & Alex bleef nieuw scenario- en regiewerk van Field jarenlang uit, totdat hij in 2001 zijn eerste avondvullende film In the Bedroom uitbracht. Deze titel won vervolgens meer dan 25 filmprijzen en werd tevens genomineerd voor vijf Academy Awards, waarvan twee voor Field zelf. Vijf jaar later verscheen zijn tweede film Little Children, die hij wederom zowel zelf schreef als regisseerde. Deze titel werd genomineerd voor nog eens drie Oscars, waarvan wederom een voor Fields scenario. Ditmaal werden er tien andere prijzen onder de medewerkers aan de film verdeeld.

## Privéleven
Field is een zoon van scenarioschrijver Bo Goldman, die twee Oscars won voor zijn werkzaamheden voor de films One Flew Over the Cuckoo's Nest en Melvin and Howard. Hijzelf trouwde in 1986 met Serena Rathbun, met wie hij vier kinderen kreeg. Zijn dochter Alida is in In the Bedroom te zien als het meisje dat Matt Fowler (Tom Wilkinson) aan de deur een aantal chocoladerepen verkoopt. Fields zoon Henry is in dezelfde film te zien als de kinderversie van Frank Fowler (Nick Stahl).

## Filmografie

### Als acteur (films)
(Exclusief televisiefilms)
- The Second Front (2005)
- Beyond the City Limits (2001)
- New Port South (2001)
- Net Worth (2000)
- Stranger Than Fiction (2000)
- The Haunting (1999)
- Eyes Wide Shut (1999)
- Broken Vessels (1998)
- Farmer & Chase (1997)
- Twister (1996)
- Walking and Talking (1996)
- Frank & Jesse (1995)
- Sleep with Me (1994)
- The Dog (1993)
- Ruby in Paradise (1993)
- Queens Logic (1991)
- The End of Innocence (1990)
- Full Fathom Five (1990)
- Back to Back (1989)
- Gross Anatomy (1989)
- Fat Man and Little Boy (1989)
- Eye of the Eagle 2: Inside the Enemy (1989)
- The Allnighter (1987)
- Radio Days (1987)

### Als acteur (televisieseries)
(Exclusief eenmalige gastrollen)
- Aqua Teen Hunger Force – Ol' Drippy (2 afleveringen, 2002–2003)
- Once and Again – David Cassilli (28 afleveringen, 1999–2001)
- Take Five – Kevin Davis (6 afleveringen, 1987)
- Gimme a Break! – Eric (2 afleveringen, 1987)

### Als regisseur/schrijver
- Tár (2022) (regisseur en schrijver)
- Little Children (2006) (regisseur en schrijver)
- In the Bedroom (2001) (regisseur en schrijver)
- Nonnie & Alex (korte film, 1995) (regisseur)
- The Dog (korte film, 1993) (regisseur)
- When I Was a Boy (korte film, 1993) (regisseur en schrijver)
- Delivering (korte film, 1993) (regisseur en schrijver)
- Too Romantic (korte film, 1992) (regisseur en schrijver)